# Tarahna
Tarahna fou una ciutat de la Terra Alta Hitita. Era una de les principals ciutats de la zona i fou inclosa al regne de Hakpis després del 1300 aC.